# マルコ・シモンチェリ
マルコ・シモンチェリ（Marco Simoncelli, 1987年1月20日 - 2011年10月23日）は、イタリア・カットーリカ出身のオートバイレーサー。
2008年のロードレース世界選手権において250ccクラスのチャンピオンとなり、2010年からは最高峰のMotoGPクラスに参戦していた。

## 経歴
1996年から2000年までの間、イタリア国内のミニバイク選手権に参戦し、2年連続タイトルを獲得する活躍をする。

### 125ccクラス
2001年、125ccのホンダ・トロフィーに参戦する。
2002年、ヨーロッパ選手権125ccクラスのチャンピオンとなる。
また同年、世界選手権の125ccクラスに第10戦チェコGPから参戦し世界選手権デビューを果たす。第13戦パシフィックGPを除く、後半の6戦に出場する。6戦中3戦でリタイアし、ポルトガルGPの13位が最高位であった。
2003年は、マッテオーニ・レーシングチームから世界選手権フル参戦を果たす。ルーキーイヤーは堅実にポイントを稼ぎ、最終戦バレンシアGPでは4位入賞する。
2004年は、ラウチ・ブラボー・チームに移籍する。ウェットレースになった第2戦スペインGPでグランプリ初優勝を遂げる。しかし、シリーズランキングは11位に終わる。
2005年は、it Race チームに移籍する。シリーズ5位に入る活躍を見せ、250ccクラス昇格への足がかりを作った。

### 250ccクラス
2006年に、メティス・ジレラ・チームから250ccクラスにデビューする。ジレラの同クラス復帰初年度となったこのシーズン、シモンチェリは7位から10位あたりに入る堅実な走りを見せ、シーズン最高位は第4戦中国GPでの6位だった。ルーキー・オブ・ザ・イヤーを争ったが、7ポイント差で青山周平に敗れ、シリーズランキングは10位で終わる。シーズン終了後、当時アプリリアのチーフメカニックだったロッサノ・ブラッツイとのマシンセッティングを巡る意見の相違を理由にワークス待遇から放出され、父パオロがプライベートチームを結成し、チーフメカニックにアリージ・デガネロが担当する。

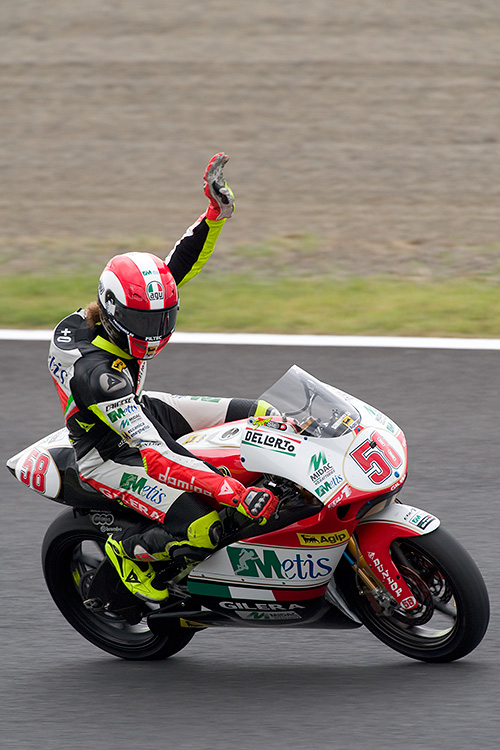
2008年 日本GP

しかし2007年前年の成績よりも低いシリーズ10位に終わる。このシーズンは、6位が最高位で表彰台獲得は出来なかった。
2008年、ホームグランプリの第6戦イタリアGPで初優勝する。しかし、この初勝利は物議を醸した。シモンチェリは、残り1周となったホームストレート上で左にコースを変え、エクトル・バルベラの進路を妨害する形となった。バルベラは高速で転倒する。幸いに怪我はなかったもののリタイアとなる。シモンチェリは、バルベラのリタイヤにより後続に3秒差を付けて1位でフィニッシュする。しかし、このバルベラに対する進路妨害に対してペナルティを求める声が上がる。シモンチェリへの処分は、口頭注意に留まり優勝が認められた。次戦第7戦カタルニアGPも、激しいレースになるがアルバロ・バウティスタを最終周で抜いてシーズン2勝目を挙げる。その後も、第10戦ドイツGP・第12戦日本GPで優勝、第8戦イギリスGPで2位、第9戦オランダGP・第11戦チェコGPで3位と着実にポイントを重ねて、チャンピオン争いをリードしていった。
2008年シーズンの当初、シモンチェリにはカスタマー仕様のジレラ・RSW250LE（同じピアジオ傘下のアプリリアと同じマシン）を与えられていた。しかし第3戦以降の活躍が認められて、第10戦ドイツGPからワークス待遇に昇格、最新のRSA250で参戦することとなる。第15戦オーストラリアGPで、シーズン5勝目を挙げる。残り2戦となった第17戦マレーシアGPでは3位表彰台を獲得し、シリーズチャンピオンに輝く。最終戦バレンシアGPでは6勝目を挙げ、飛躍のシーズンを締めくくった。
2009年も250ccクラスに残留し、タイトル防衛を目指した。しかしシーズン開幕前のモトクロスによるトレーニング中に右手舟状骨を骨折してしまい開幕戦カタールGPを欠場する。続く第2戦日本GPも17位でノーポイントに終わる。そのためシーズン序盤は、青山博一、アルバロ・バウティスタらライバルたちにタイトル争いで後れを取る。しかしシーズン中盤以降は調子を取り戻して勝利を重ね、ランキングトップの青山に猛追していった。最終戦バレンシアGP、シモンチェリが逆転チャンピオンとなるには、自身が優勝し、青山が12位以下に終わるという条件だった。青山は途中コースアウトを喫し11位にまで沈むが、トップを走行していたシモンチェリはその直後に転倒、リタイヤとなってしまった。結局このレースに優勝したエクトル・バルベラに逆転され、シリーズランキングは3位に終わった。
またこの年、イモラで開催されたスーパーバイク世界選手権のレースにアプリリアのワークスチームから、療養中の中野真矢の代役としてスポット参戦を果たした。レース1は転倒リタイヤに終わったものの、レース2ではベテランのチームメイトマックス・ビアッジをオーバーテイクして見事3位表彰台を獲得、非凡な才能を見せつけた。

### MotoGPクラス
2010年は、ホンダのサテライトチームであるグレシーニ・レーシングと契約する。マルコ・メランドリをチームメイトに最高峰MotoGPクラスにデビューすることになる。シモンチェリは、レースを重ねるにつれて徐々に速さを見せ、第17戦ポルトガルGPではアンドレア・ドヴィツィオーゾと表彰台争いを展開してシーズンベストの4位を獲得する。最終戦バレンシアGPでは、予選3番手となりクラス初のフロントロウを獲得した。2010年のシリーズランキングは8位となり、MotoGPクラスのルーキーとしてはベン・スピーズに次ぐ2番手となる。
2011年もグレシーニに残留する。前年の活躍がHRCに評価されたシモンチェリは、最新ワークス仕様のRC212Vが与えられた。チームメイトは、250ccクラス時代からのライバルである青山博一を迎える。

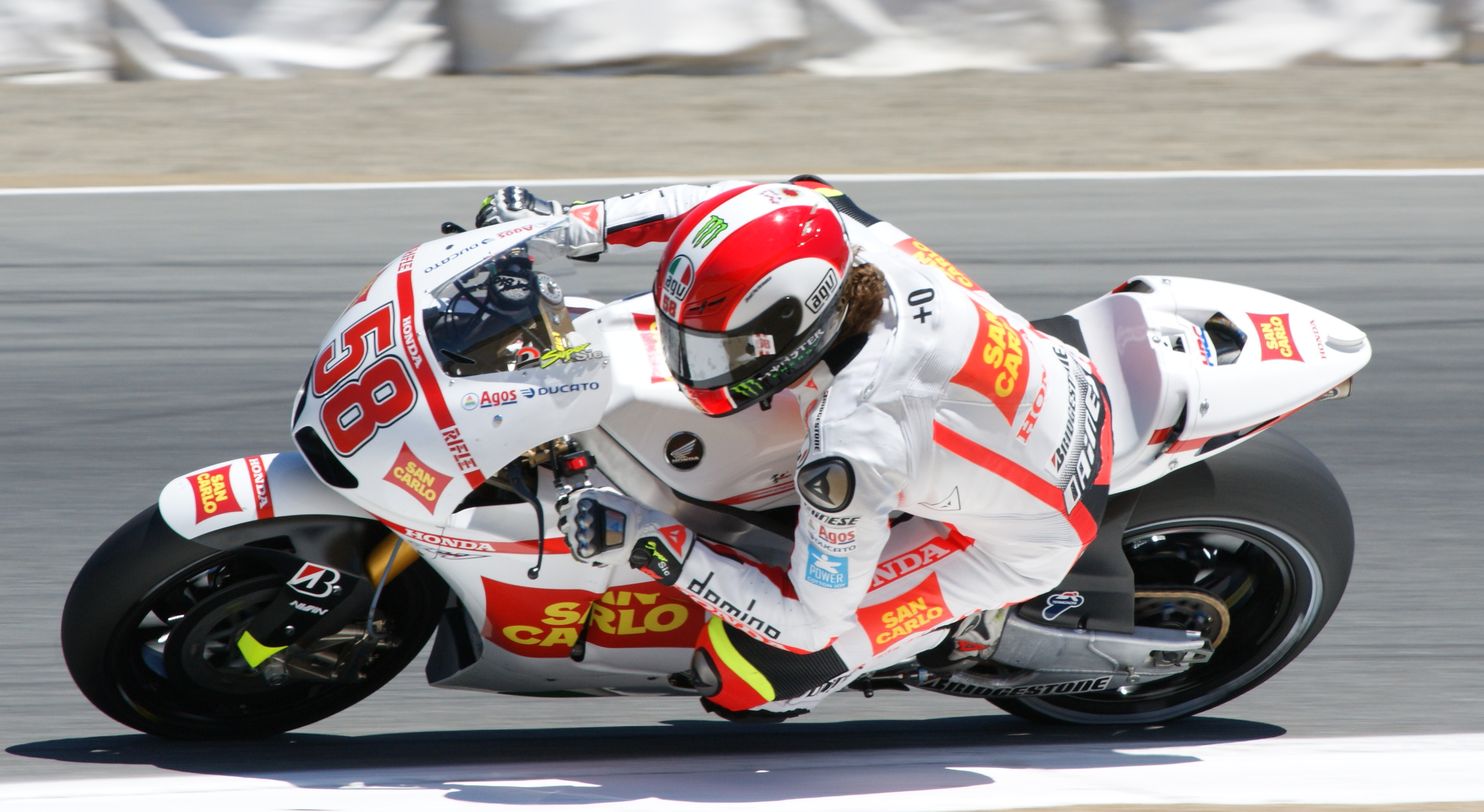
2010年 アメリカGP

2011年シーズン、シモンチェリはシーズンの驚きになると予測された。開幕戦のカタールでは5位でフィニッシュし、ウェットレースとなった第2戦のヘレスでは転倒してリタイアとなったものの、優勝が目前であった 。第3戦のエストリルでは自己最高となる予選2位からスタートした。第4戦のルマンでは、2位争いの最中にダニ・ペドロサと接触した。この接触で転倒したペドロサは鎖骨を骨折し、シモンチェリはライドスルーのペナルティを受けたものの5位で完走した 。当初シモンチェリは接触に対する非難に対して、通常のブレーキングでペドロサの余地を残していたと反論した 。しかしながら次戦の前に彼は自らのライディングスタイルを変更する必要があると認めた。
カタロニアではレース週末の前にレースオーガナイザーとの面談を要求された 。予選ではケーシー・ストーナーに対して0.016秒差で自身初のポールポジションを獲得した。しかしながら、スタートの失敗で7位まで落ち込み、レースは6位でフィニッシュした。MotoGPクラスでの初の表彰台はチェコでの3位であった。

#### 2011年マレーシアGPでの事故
2011年10月23日、セパン・インターナショナル・サーキットにおいて開催されたマレーシアGPの決勝レース中に事故は起こった。予選5位のシモンチェリは1周目を終えて4位につけ、5位を走るアルバロ・バウティスタとの激しい順位争いの中、2周目の11コーナーで前輪のグリップを失い転倒する。この時直後にいたバウティスタとニッキー・ヘイデンは、シモンチェリがコースの左外側にスリップしていったため避けることができた。
ところが転倒したシモンチェリは、マシンのコントロールを失っていたものの体勢を立て直そうとしたのか、左足がステップから離れながらも右半身を路面に擦り付けながら右旋回し、コース中央に戻ってくる。ヘイデンの後続にいたコーリン・エドワーズとバレンティーノ・ロッシの2人は、コース中央に急角度で戻ってきたシモンチェリを避けようとするものの、すでに回避不可能な位置と速度であった。エドワーズはシモンチェリの身体とマシンに激突し、その後ろにいたロッシもシモンチェリの頭部に衝突してしまい、共に右外側へコースアウトする。衝突されたシモンチェリは衝撃でマシンの前に弾き出され、ヘルメットが外れた状態でコース上に横たわった。なお、エドワーズは接触の衝撃で転倒して左上腕部骨折と肩の脱臼の怪我を負ったが、ロッシは転倒を免れてコースに復帰することができた。
この事故によってレースは直ちにキャンセルされ、シモンチェリの元へメディカルスタッフが駆け付けたが、この時には意識不明の心停止状態となっていた。即座に心肺蘇生が行われ緊急搬送されたものの、現地時間の同日16時56分（UTC：同日8時56分）にメディカルセンターで死亡が確認された。24歳没。
25日に遺体は母国へ戻され、その後の通夜から27日の葬儀まで関係者やファンなど数万人が見守る中執り行われた。
出生地のカットーリカに近い場所にあるミサノ・サーキットはシモンチェリに敬意を表し、2012年より「ミサノ・ワールド・サーキット・マルコ・シモンチェリ」と改称した。
2016年にはシモンチェリの象徴であるゼッケン58番が永久欠番に指定された。

## 戦績

### ロードレース世界選手権
- 凡例
- ボールド体のレースはポールポジション、イタリック体のレースはファステストラップを記録。

| シーズン | クラス | バイク     | 1       | 2       | 3       | 4       | 5       | 6       | 7       | 8       | 9       | 10      | 11      | 12      | 13      | 14      | 15      | 16      | 17      | 18     | 順位 | ポイント |
| -------- | ------ | ---------- | ------- | ------- | ------- | ------- | ------- | ------- | ------- | ------- | ------- | ------- | ------- | ------- | ------- | ------- | ------- | ------- | ------- | ------ | ---- | -------- |
| 2002年   | 125cc  | アプリリア | JPN     | RSA     | SPA     | FRA     | ITA     | CAT     | NED     | GBR     | GER     | CZE 27  | POR 13  | BRA 21  | PAC     | MAL Ret | AUS Ret | VAL Ret |         |        | 33位 | 3        |
| 2003年   | 125cc  | アプリリア | JPN 21  | RSA 20  | SPA 14  | FRA Ret | ITA 17  | CAT 16  | NED 20  | GBR 16  | GER 12  | CZE 14  | POR Ret | BRA 11  | PAC Ret | MAL 11  | AUS Ret | VAL 4   |         |        | 21位 | 31       |
| 2004年   | 125cc  | アプリリア | RSA Ret | SPA 1   | FRA Ret | ITA Ret | CAT 7   | NED 7   | BRA 6   | GER 10  | GBR Ret | CZE 19  | POR 6   | JPN 6   | QAT 6   | MAL Ret | AUS Ret | VAL     |         |        | 11位 | 79       |
| 2005年   | 125cc  | アプリリア | SPA 1   | POR 10  | CHN 6   | FRA 5   | ITA Ret | CAT 2   | NED 4   | ---     | GBR 4   | GER 3   | CZE 3   | JPN Ret | MAL 9   | QAT 3   | AUS 3   | TUR 6   | VAL 5   |        | 5位  | 177      |
| 2006年   | 250cc  | ジレラ     | SPA Ret | QAT 8   | TUR 11  | CHN 6   | FRA 8   | ITA 7   | CAT Ret | NED 7   | GBR 10  | GER Ret | ---     | CZE 9   | MAL 8   | AUS 10  | JPN 9   | POR 7   | VAL Ret |        | 10位 | 92       |
| 2007年   | 250cc  | ジレラ     | QAT 9   | SPA Ret | TUR 9   | CHN Ret | FRA 6   | ITA 9   | CAT 9   | GBR Ret | NED 6   | GER 7   | ---     | CZE Ret | RSM Ret | POR 7   | JPN 7   | AUS 7   | MAL 8   | VAL 11 | 10位 | 97       |
| 2008年   | 250cc  | ジレラ     | QAT Ret | SPA Ret | POR 2   | CHN 4   | FRA 2   | ITA 1   | CAT 1   | GBR 2   | NED 3   | GER 1   | ---     | CZE 3   | RSM 6   | IND C   | JPN 1   | AUS 1   | MAL 3   | VAL 1  | 1位  | 281      |
| 2009年   | 250cc  | ジレラ     | QAT     | JPN 17  | SPA 3   | FRA 1   | ITA 2   | CAT Ret | NED 3   | ---     | GER 1   | GBR 4   | CZE 1   | IND 1   | RSM Ret | POR 1   | AUS 1   | MAL 3   | VAL Ret |        | 3位  | 231      |
| 2010年   | MotoGP | ホンダ     | QAT 11  | SPA 11  | FRA 10  | ITA 9   | GBR 7   | NED 9   | CAT Ret | GER 6   | USA Ret | CZE 11  | IND 7   | RSM 14  | ARA 7   | JPN 6   | MAL 8   | AUS 6   | POR 4   | VAL 6  | 8位  | 125      |
| 2011年   | MotoGP | ホンダ     | QAT 5   | SPA Ret | POR Ret | FRA 5   | CAT 6   | GBR Ret | NED 9   | ITA 5   | GER 6   | USA Ret | CZE 3   | IND 12  | RSM 4   | ARA 4   | JPN 4   | AUS 2   | MAL C   | VAL    | 6位  | 139      |

### スーパーバイク世界選手権
- 凡例
- ボールド体のレースはポールポジション、イタリック体のレースはファステストラップを記録。

| 年   | メーカー   | 1   | 1   | 2   | 2   | 3   | 3   | 4   | 4   | 5   | 5   | 6   | 6   | 7   | 7   | 8   | 8   | 9   | 9   | 10  | 10  | 11  | 11  | 12      | 12    | 13  | 13  | 14  | 14  | 順位 | ポイント |
| 年   | メーカー   | R1  | R2  | R1  | R2  | R1  | R2  | R1  | R2  | R1  | R2  | R1  | R2  | R1  | R2  | R1  | R2  | R1  | R2  | R1  | R2  | R1  | R2  | R1      | R2    | R1  | R2  | R1  | R2  | 順位 | ポイント |
| ---- | ---------- | --- | --- | --- | --- | --- | --- | --- | --- | --- | --- | --- | --- | --- | --- | --- | --- | --- | --- | --- | --- | --- | --- | ------- | ----- | --- | --- | --- | --- | ---- | -------- |
| 2009 | アプリリア | AUS | AUS | QAT | QAT | SPA | SPA | NED | NED | ITA | ITA | RSA | RSA | USA | USA | SMR | SMR | GBR | GBR | CZE | CZE | GER | GER | ITA Ret | ITA 3 | FRA | FRA | POR | POR | 25位 | 16       |